# Мир у війні
«Мир у війні» (ісп. «Paz en la guerra») — роман іспанського письменника і філософа Міґеля де Унамуно про громадянську (Карлістську) війну в Іспанії. Українською мовою роман «Мир у війні [Архівовано 8 листопада 2019 у Wayback Machine.]» у 2019 видало Видавництво «Астролябія» у перекладі Богдана Чуми у рамках проекту Класична та сучасна європейська література в Україні за фінансової підтримки програми «Креативна Європа» Європейської Комісії.

## Про роман
Але війна тут — це радше метафора, а облога реального Більбао, в якому минає життя його мешканців і в якому маленьким пережив облогу і сам Унамуно, — засіб для висвітлення екзистенції людини. Мир, як пише Міґель де Унамуно-і-Хуґо (1864–1936), проростає з боротьби за життя, а війну можна зрозуміти й виправдати в осерді істинного та глибокого миру. Значення ці парадоксальні, на перший погляд, слова набувають власне у цьому романі, першому (1897) у творчості відомого іспанського письменника-філософа. Подіями, що лягли в основу сюжету, була остання карлістська війна, а також, зокрема, облога Більбао, яку пережив і запам’ятав, ще бувши дитиною, сам автор. Звідси й точність опису життя простих біскайців, їхньої самобутності і світогляду. Але конфлікт роману розгортається не тільки між карлістами і лібералами, а й між містом і селом, між землеробами і торговцями, між релігійно-суспільними правилами і поривами плоті. А понад усім цим — пошук миру, і насамперед — із самим собою.Тут ідеться не стільки про офіційну, зовнішню історію (хоч текст насичений історичними топонімами та іменами історичних персонажів) війни, а про внутрішню біографію народу; це оповідь про страждання і про радість, про пристрасний пошук сенсу життя і про переживання смерті, це роман, що несе у собі колективну пам’ять тих, кого торкнулася ця та й будь-які інші війни.